# Levasseur PL.10
Il Levasseur PL.10 fu un aereo da ricognizione imbarcato monomotore, con configurazione alare biplana sviluppato dall'azienda aeronautica francese Sociéte Pierre Levasseur Aéronautique nella seconda metà degli anni venti del XX secolo.
Caratterizzato, come altri modelli realizzati dall'azienda nello stesso periodo, dalla fusoliera a tenuta stagna tipo avion marin, dal carrello d'atterraggio sganciabile alla bisogna e dalla presenza di piccoli galleggianti equilibratori all'intradosso dell'ala inferiore, venne utilizzato dall'Aéronautique navale, la componente aerea della Marine nationale francese, come equipaggiamento della portaerei Béarn rimanendo operativo, anche nel ruolo di bombardiere leggero, fino all'inizio della seconda guerra mondiale.
Il modello ebbe un buon successo commerciale dando origine a una variante migliorata, il pariruolo PL.101, e gli aerosiluranti PL.107 e PL.108 a motore radiale che però rimasero allo stadio di prototipo.

## Storia del progetto
Nella seconda metà degli anni venti del XX secolo, anche grazie al buon successo commerciale del precedente PL.4, la Levasseur decise di avviare uno sviluppo migliorativo del modello da proporre alla marina militare francese, mantenendone la medesima impostazione generale ma equipaggiandolo con una diversa e più potente motorizzazione al fine di migliorarne le prestazioni operative.
Il reparto tecnico disegnò quindi un velivolo realizzato in tecnica mista, dalla configurazione alare biplana con piani alari superiore e inferiore dalla medesima apertura ma più corte del PL.4, adattando alla fusoliera, sempre a tenuta stagna del tipo avion marin, il motore Hispano-Suiza 12L, un 12 cilindri a V raffreddato a liquido dai diversi ingombri del Lorraine 12 E, sempre a liquido ma dall'architettura 12 cilindri a W del precedente modello.
Il prototipo venne portato in volo per la prima volta nella primavera del 1929 e dopo le prove di volo ritenuto idoneo al servizio. Di conseguenza venne emesso un ordine di fornitura per altri 29 esemplari e avviato alla produzione in serie.

## Tecnica
Il PL.10 era un velivolo realizzato in tecnica mista e dall'aspetto, tranne che per la fusoliera, tradizionale per l'epoca; monomotore biplano a carrello fisso.
La fusoliera era del tipo avion marin, a tenuta stagna, una soluzione che permetteva in caso di ammaraggio forzato la necessaria capacità di galleggiamento, ed includeva tre abitacoli aperti posti in tandem. Posteriormente terminava in un impennaggio classico monoderiva con piani orizzontali controventati.
La configurazione alare era biplana, con l'ala superiore collegata all'inferiore, di egual apertura, tramite due coppie di diagonali per lato, la più interna in prossimità della fusoliera, ed alla stessa tramite un castello tubolare centrale.
Il carrello d'atterraggio era un semplice biciclo fisso ammortizzato, integrato posteriormente da un pattino d'appoggio. Il gancio di coda, posizionato sotto la parte terminale della fusoliera, veniva estratto nelle operazioni di appontaggio.
La propulsione era affidata a un motore Hispano-Suiza 12Lb posizionato sul muso, un 12 cilindri a V a ciclo Otto raffreddato a liquido in grado di erogare una potenza pari a 600 CV (441 kW) e abbinato a un'elica bipala.
L'armamento a disposizione era costituito da tre mitragliatrici, una calibro 7,5 mm (altre fonti affermano 7,7 mm) in caccia e le rimanenti, paricalibro, a disposizione del mitragliere; inoltre erano a disposizione piccole bombe da caduta da 10 kg ciascuna.

## Impiego operativo
Il modello venne destinato alla escadrille 7S1 dell'Aéronavale, che operava a bordo della portaerei Béarn della Marine nationale, l'unica unità di questo tipo ad operare nella Marina militare francese prima della seconda guerra mondiale. I primi esemplari qui vi giunsero alla fine del 1930, rimpiazzando i precedenti PL.4 già in servizio e venendo a loro volta rimpiazzati dai PL.101 nel corso del 1933.
Entrata in servizio nel maggio 1927, la Béarn era equipaggiata con 40 velivoli tra caccia, aerosiluranti e ricognitori ma date le dimensioni dell'unità solo una parte di questi erano immediatamente disponibili, stivati nell'aviorimessa sotto il ponte di volo, tra i quali 5 esemplari di PL.10.
L'impiego operativo sia della portaerei che della sua flotta aerea fu limitato alle normali operazioni di controllo delle acque territoriali francesi; allo scoppio della seconda guerra mondiale la nave venne ritenuta inadeguata a causa delle prestazioni ritenute insufficienti a sostenere operazioni nella nuova realtà bellica. Venne quindi declassata al ruolo di nave da trasporto per aerei ed inviata in Martinica. I PL.10 non ebbero quindi mai l'opportunità di operare direttamente in azioni belliche da questa unità.

### Annotazioni
1. ↑  La bibliografia nelle varie lingue non concorda, per la mancanza di una rigida convenzione di designazione richiesta dalle forze armate francesi, nella designazione del modello, PL.10 prevalente in quella in lingua inglese, PL-10 o PL 10 in francese.

### Fonti
1. ↑  Aviafrance, Levasseur PL 10.
2. 1 2  Gaillard 1995.
3. ↑  Taylor 1980, p. 737.
4. ↑  (FR) Le Béarn et ses escadrilles, su postedeschoufs.com, 20 maggio 2015. URL consultato il 25 febbraio 2020.
5. ↑  Galuppini 1979, pp. 190-191.